# Iqaluit
Iqaluit (Inuktitut: ᐃᖃᓗᐃᑦ; [iqaːluit]; pronuncia francese: [ikalɥi]) è la capitale del Territorio Canadese di Nunavut.
Più grande comunità e unica città del Territorio, fino al 1987 la città era conosciuta con il nome "Frobisher Bay", appellativo derivato dalla grande baia su cui si affaccia la città. Nel 1999 Iqaluit divenne la capitale di Nunavut dopo la divisione dei Territori del Nord Ovest in due Territori distinti. Prima di questo evento, Iqaluit era una piccola città e non era conosciuta al di fuori del Canada, con una popolazione e una crescita economica molto limitata. Ciò è dovuto all'isolamento della città e alla pesante importazione di materie prime, come il resto del Territorio di Nunavut. Non ha collegamenti stradali, ferroviari e navali per gran parte dell'anno con il resto del Canada. La città ha un clima polare, influenzato dalle acque profonde e fredde della corrente del Labrador che scorre fuori dall'isola di Baffin. Questo rende fredda la città di Iqaluit, anche se la città è ben al sud del circolo polare artico.
I dati del censimento 2016 indicavano una popolazione di 7.740 persone (popolazione urbana: 7.082), con un incremento del 15,5% rispetto al censimento del 2011. Iqaluit è anche la più piccola città capitale di Provincia o Territorio in Canada. Gli abitanti di Iqaluit sono chiamati Iqalummiut (singolare: Iqalummiuq).

## Geografia fisica
Iqaluit è posta nella catena montuosa dei monti Everett (facenti parte della Cordigliera Artica), nei pressi della foce del fiume Sylvia Grinnel e si affaccia sull'insenatura Koojesse Inlet della baia di Frobisher. Nata come base aerea statunitense, è collocata nei pressi della comunità inuit di Apex.
Sebbene al di sotto del circolo polare artico è caratterizzata da clima polare con brevi estati e inverni freddi. La temperatura media è sotto lo zero per 8 mesi l'anno.

## Storia

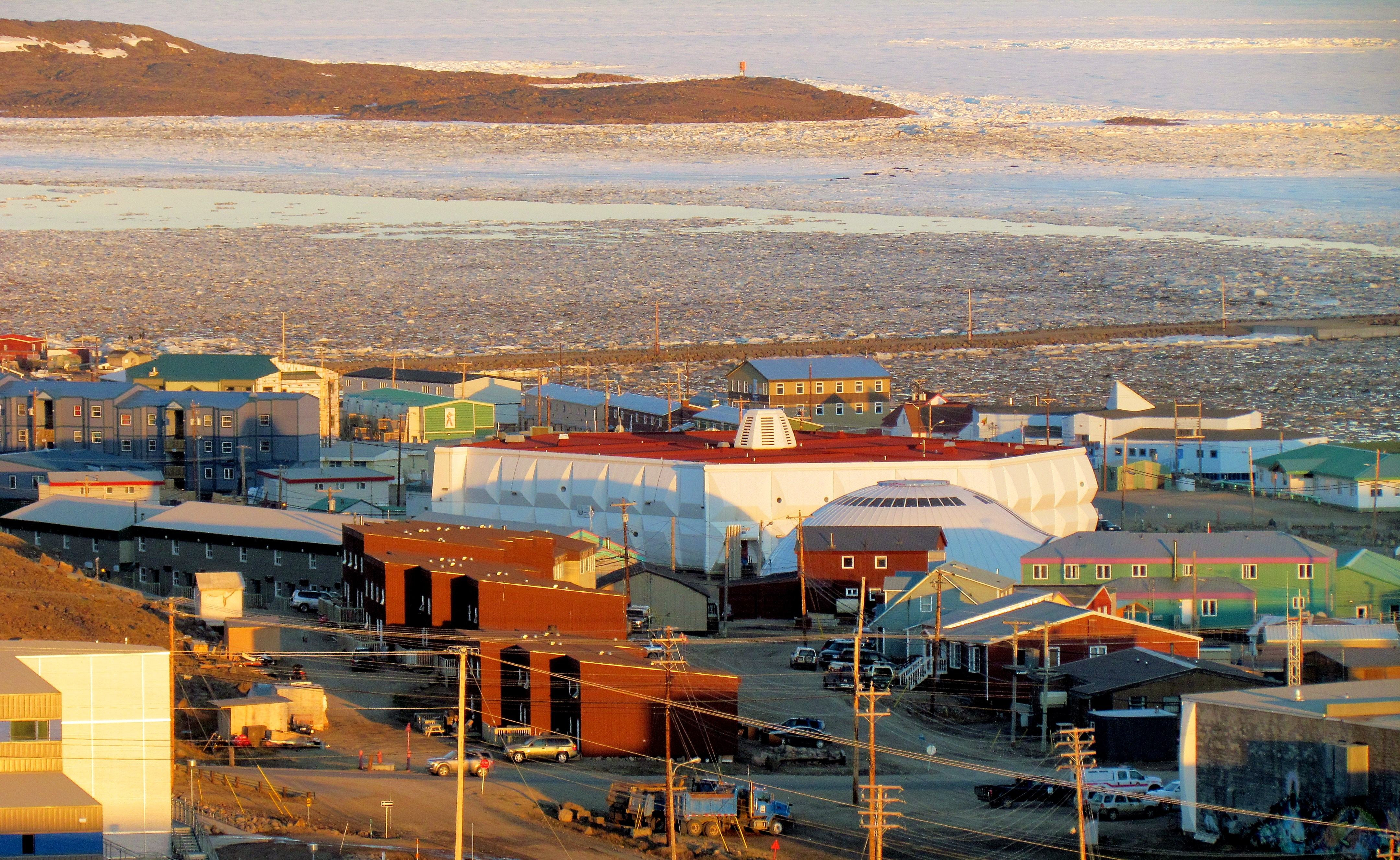
Iqaluit nel mese di giugno

Da migliaia di anni il sito di Iqaluit fu frequentato dagli Inuit come luogo di pesca tanto che il suo nome in Inuktitut significa "luogo di molti pesci". Nel 1942 fu costruita una base aerea statunitense destinata a rifornire i velivoli che venivano utilizzati in Europa a fini bellici durante la Seconda guerra mondiale. Il primo residente permanente di Iqaluit è stato Nakasuk, una guida Inuk che aiutò i progettisti statunitensi a scegliere un sito con un'ampia area piatta adatta ad una pista di atterraggio. Durante la guerra era conosciuta come "Crystal Two" e faceva parte della Crimson Route. Tuttavia, le autorità canadesi e statunitensi la riportavano come "Frobisher Bay".
La Compagnia della Baia di Hudson nel 1949 si trasferì qui per approfittare del campo di aviazione costruito negli anni precedenti. La popolazione di Frobisher Bay a metà degli anni '50 aumentò rapidamente poiché si cominciò a costruire la linea DEW, un sistema di stazioni radar. Centinaia di lavoratori edili, personale militare e personale amministrativo si trasferirono nella comunità, e diverse centinaia di Inuit li seguirono per approfittare dell'accesso alle cure mediche e agli impieghi forniti dalla base. Nel 1957, 489 dei 1200 residenti erano Inuit. Dopo il 1959, il governo canadese stabilì servizi permanenti a Frobisher Bay, compresi medici a tempo pieno, una scuola e servizi sociali. La popolazione Inuit crebbe rapidamente, in quanto il governo li incoraggiò a stabilirsi in modo permanente nella comunità affidandogli servizi governativi.

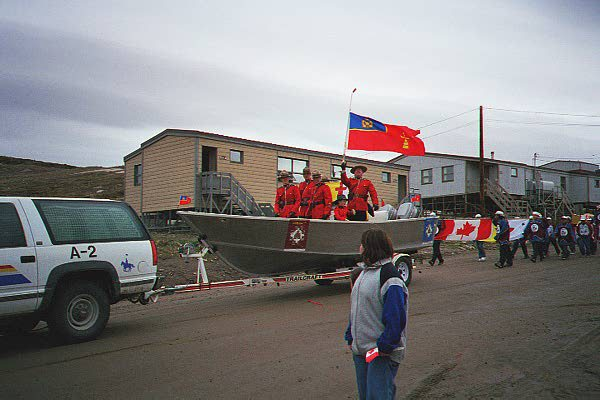
La Royal Canadian Mounted Police durante la parata ad Iqaluit, il giorno del Canada Day nel 1999

I militari statunitensi lasciarono Iqaluit nel 1963, poiché il missile balistico intercontinentale (ICBM) diminuì il valore strategico della linea DEW e delle basi Arctic, ma Frobisher Bay rimase il centro amministrativo e logistico. Nel 1964 si svolsero le prime elezioni per eleggere un consiglio comunale e nel 1979 quelle per il primo sindaco. La fondazione del centro educativo Gordon Robertson, ora Inuksuk High School, nei primi anni '70 a Iqaluit confermò l'impegno del governo verso la comunità come centro amministrativo.
Il 1º gennaio 1987, il nome del comune cambiò da "Frobisher Bay" in "Iqaluit". Così si allineò l'uso ufficiale con il nome che la popolazione Inuit aveva sempre usato. Nel dicembre 1995, attraverso un referendum, Iqaluit fu scelta come capitale dello stato di Nunavut. Il 19 aprile 2001 le è stato attribuito il titolo di città. Nel 2010 si svolse ad Iqaluit la riunione dei ministri delle finanze del G7. Nella notte fra il 1° e il 2 febbraio 2017 un aereo della compagnia SWISS, partito da Zurigo e diretto a Los Angeles, effettua un atterraggio di emergenza nel vicino aeroporto, utilizzato proprio come base per questo tipo di eventi lungo la rotta artica.

## Clima
Iqaluit ha un clima della tundra tipico della regione artica, anche se è ben al di fuori del Circolo polare artico. La città ha inverni freddi e brevi estati che sono troppo fredde per permettere la crescita degli alberi. Anche se è a nord della Linea degli alberi, sono presenti arbusti classificati, localmente, come alberi. Questi includono il salice artico (Salix arctica) che è difficile da riconoscere come un albero a causa della sua altezza piuttosto bassa. Il permafrost infatti non consente alle radici di raggiungere la profondità necessaria per una crescita verticale. Il salice artico può crescere molto più orizzontalmente che verticalmente. Le temperature medie mensili sono al di sotto della soglia di congelamento per otto mesi all'anno.
Iqaluit riceve poco più di 400 mm di precipitazioni ogni anno, ma si tratta di una quantità considerevole rispetto a molte altre località dell'arcipelago artico canadese. L'estate è la stagione più umida. Le temperature dei mesi invernali sono paragonabili ad altre località del continente come Yellowknife e, in un certo modo, anche Fairbanks, anche se Iqaluit è alcuni gradi più fredda di quest'ultima. Le temperature estive sono tuttavia molto più basse a causa della sua posizione sul mare orientata sulla Corrente dell'isola di Baffin che è molto fredda. Ciò significa che la linea degli alberi è molto più a sud nella parte orientale del Canada.
La temperatura più alta mai registrata ad Iqaluit è stata il 21 luglio 2008 con un valore di 26.7 C°. La temperatura più bassa fu registrata il 10 febbraio 1967 con un valore di -45.6 C°.
| Aeroporto di Iqaluit (1946-2010) | Mesi  | Mesi  | Mesi  | Mesi  | Mesi  | Mesi  | Mesi  | Mesi  | Mesi  | Mesi  | Mesi  | Mesi  | Stagioni | Stagioni | Stagioni | Stagioni | Anno    |
| Aeroporto di Iqaluit (1946-2010) | Gen   | Feb   | Mar   | Apr   | Mag   | Giu   | Lug   | Ago   | Set   | Ott   | Nov   | Dic   | Inv      | Pri      | Est      | Aut      | Anno    |
| -------------------------------- | ----- | ----- | ----- | ----- | ----- | ----- | ----- | ----- | ----- | ----- | ----- | ----- | -------- | -------- | -------- | -------- | ------- |
| T. max. media (°C)               | −22,8 | −23,3 | −18,3 | −9,4  | −1,2  | 6,8   | 12,3  | 10,5  | 5,2   | −1,0  | −8,3  | −17,0 | −21,0    | −9,6     | 9,9      | −1,4     | −5,5    |
| T. media (°C)                    | −26,9 | −27,5 | −23,2 | −14,2 | −4,4  | 3,6   | 8,2   | 7,1   | 2,6   | −3,7  | −12,0 | −21,3 | −25,2    | −13,9    | 6,3      | −4,4     | −9,3    |
| T. min. media (°C)               | −30,9 | −31,7 | −28,1 | −18,9 | −7,6  | 0,5   | 4,1   | 3,6   | −0,1  | −6,4  | −15,8 | −25,5 | −29,4    | −18,2    | 2,7      | −7,4     | −13,1   |
| T. max. assoluta (°C)            | 3,9   | 5,7   | 4,2   | 7,2   | 13,3  | 21,7  | 26,7  | 25,5  | 18,3  | 9,1   | 5,6   | 3,7   | 5,7      | 13,3     | 26,7     | 18,3     | 26,7    |
| T. min. assoluta (°C)            | −45,0 | −45,6 | −44,7 | −34,2 | −26,1 | −10,2 | −2,8  | −2,5  | −12,8 | −27,1 | −36,2 | −43,4 | −45,6    | −44,7    | −10,2    | −36,2    | −45,6   |
| Precipitazioni (mm)              | 19,7  | 18,7  | 18,7  | 27,5  | 29,2  | 33,0  | 51,9  | 69,5  | 55,2  | 33,3  | 27,2  | 19,9  | 58,3     | 75,4     | 154,4    | 115,7    | 403,8   |
| Giorni di pioggia                | 0,0   | 0,1   | 0,0   | 0,3   | 1,4   | 7,4   | 12,7  | 16,7  | 10,6  | 2,2   | 0,3   | 0,0   | 0,1      | 1,7      | 36,8     | 13,1     | 51,7    |
| Nevicate (cm)                    | 21,7  | 21,0  | 21,6  | 31,5  | 27,6  | 9,3   | 0,0   | 0,9   | 13,2  | 29,4  | 29,7  | 23,4  | 66,1     | 80,7     | 10,2     | 72,3     | 229,3   |
| Giorni di neve                   | 12,2  | 11,6  | 12,7  | 13,4  | 12,0  | 3,9   | 0,1   | 0,5   | 7,2   | 13,7  | 13,8  | 12,3  | 36,1     | 38,1     | 4,5      | 34,7     | 113,4   |
| Umidità relativa media (%)       | 65,3  | 64,6  | 65,4  | 72,8  | 76,4  | 72,6  | 69,4  | 72,6  | 75,6  | 78,1  | 76,6  | 71,5  | 67,1     | 71,5     | 71,5     | 76,8     | 71,7    |
| Ore di soleggiamento mensili     | 32,4  | 94,0  | 172,2 | 216,5 | 180,5 | 200,2 | 236,8 | 156,8 | 87,9  | 51,4  | 35,6  | 12,6  | 139,0    | 569,2    | 593,8    | 174,9    | 1 476,9 |

## Società

### Evoluzione demografica
Abitanti Censiti

Secondo il censimento del 2016 vivevano nella città di Iqaluit 7.740 persone, con un incremento del 15,5% rispetto al 2011. La superficie del territorio della città è di 52.50 | km² con una densità di popolazione di 147.4 al km². Iqaluit ha 3.419 alloggi privati, di cui 2.749 sono occupati da residenti. Il valore medio di queste abitazioni è di $ 376.639, un po' 'più alto della media nazionale che è di $ 280.552. I nuclei familiari contano all'incirca 2.8 persone con una media di 1.4 bambini che vivono a carico. Il reddito medio delle famiglie a Iqaluit è abbastanza alto, 98.921 $, quasi il doppio della media nazionale che si aggira sui 54.089 $. Il reddito medio per individuo in città, è altrettanto alto, 60.688 $. Il 5,9% delle persone (oltre i 15 anni) è divorziato o separato. Il dato è piuttosto basso rispetto alla media nazionale dell'8,6%. Inoltre il 53,3% della popolazione è sposata o vive con un partner.
Iqaluit ha una popolazione abbastanza giovane. L'età media della popolazione è dieci anni più giovane del tasso nazionale (30,1 anni rispetto ai 40,6).
La città ha la più alta percentuale di Inuit (3.900) con il 59.1%. 
Le etnie e minoranze straniere sono:
- 61,2% 1,0% Nativo americano, 1,0% Meticcio Canadese, 59,1% Inuit
- 34,3% Canadese Europeo, Bianco
- 1.1% Canadese Nero, Nero
- 1,1% Asiatico, 0,9% Filippino
- 0,9% Asiatico Orientale, 0,8% Canadese Cinese, Cinese, 0,2% Coreano
- 0.8% Sud-Est Asiatico
- 0.2% Latinoamericano
- 0,2% Canadese Arabo, Arabi
- 0,2% Multirazziale; 1,1% incluso Meticcio

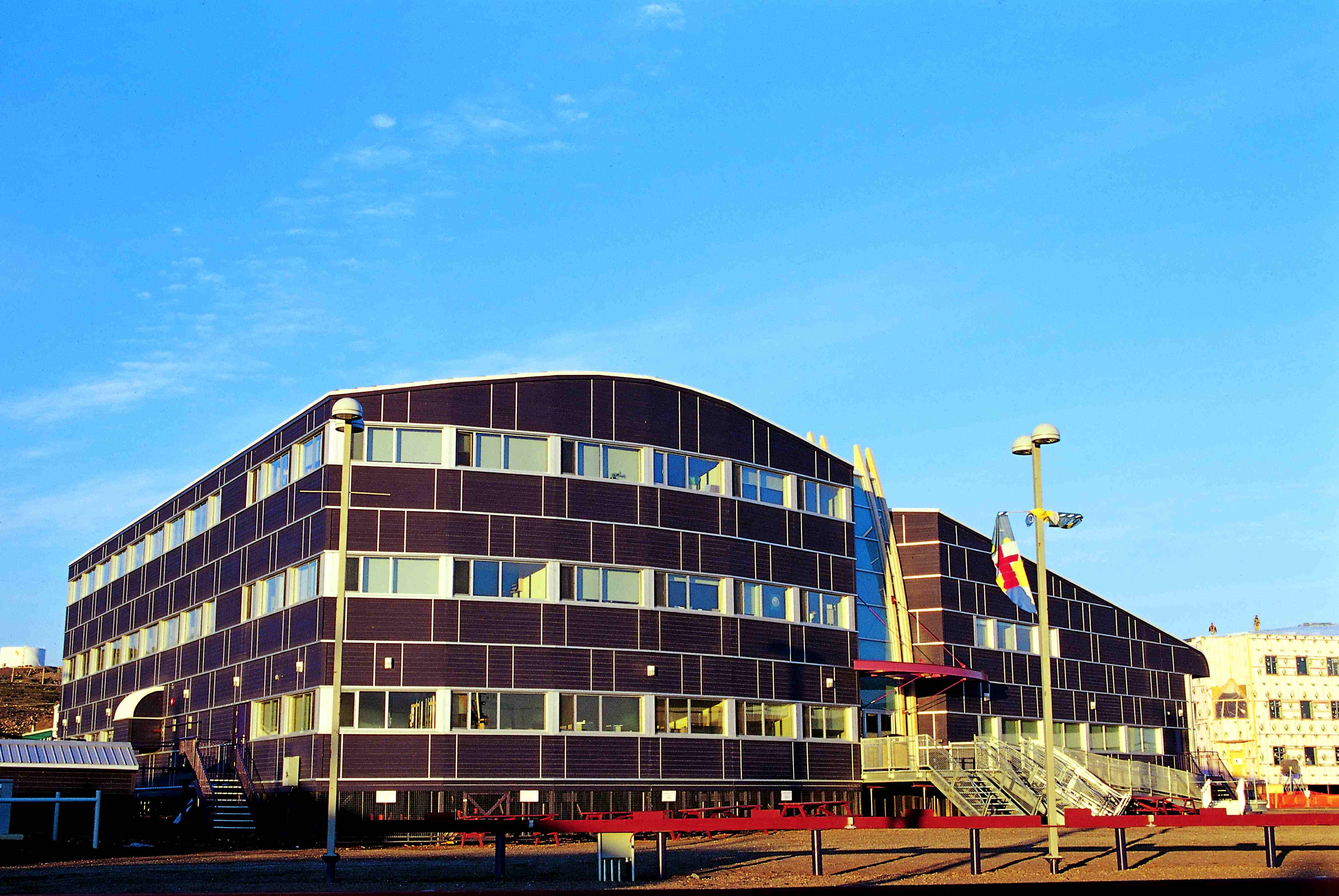
Palazzo dell'Assemblea Legislativa di Nunavut a Iqaluit

Il 45,4% degli abitanti ha riferito come propria lingua madre l'inglese mentre un altro 45,4% ha come lingua madre l'Inuktitut. Tuttavia il 97,2% degli Iqalummiuts conosce l'inglese, mentre solo il 53,1% l'Inuktitut. Il francese è lingua madre per il 4,8% della popolazione. A partire dal 2012 Pirurvik, il centro di formazione linguistica Inuktitut di Iqaluit, ha un nuovo obiettivo: formare istruttori per le comunità di Nunavut in modo da insegnare Inuktitut"
Il 74,9% della popolazione professa una fede cristiana. L'anglicanesimo è la fede più seguita con il 42,6% di credenti. Il 22,9% della popolazione non professa alcunché. Ci sono altre religioni praticate in città ma in maniera minore.
Per coloro che hanno più di 25 anni:
- Il 75,7% possiede il diploma (il 15,9% è laureato)
- Il 59,8% ha un titolo scolastico post-secondario
- Il 24,3% non ha alcun certificato o diploma

## Monumenti e Luoghi di Interesse

### Nunatta Sunakkutaangit Museum
Questo piccolo e accogliente museo si trova in un vecchio edificio appartenuto alla Compagnia della Baia di Hudson. Ospita mostre temporanee di artisti contemporanei, anche se la collezione permanente di abiti tradizionali Inuit, strumenti, armi e splendide sculture in pietra ollare oltre a sculture in osso di balena è particolarmente interessante. Si trovano manufatti di Thule (inclusi alcuni dei primi occhiali da neve) risalenti a centinaia di anni fa. All'interno è situato anche un negozio di articoli da regalo che comprende sculture, gioielli, ulus (coltelli da donna Inuit) e piccoli acquerelli fatti da un artista locale.

### Sculpture Garden
Vi si trovano sculture in pietra soprattutto di artisti locali che rappresentano temi di carattere nordico. La più suggestiva è la rappresentazione di Sedna (dea del mare) con un pugno alzato e un corvo fatto di rottami.

### Igloo Cathedral
Questa cattedrale anglicana a forma di igloo è stata progettata e costruita per riflettere la cultura Inuit. È stata edificata nel 2012 per sostituire il precedente luogo di culto, bruciato in un incendio nel 2005.

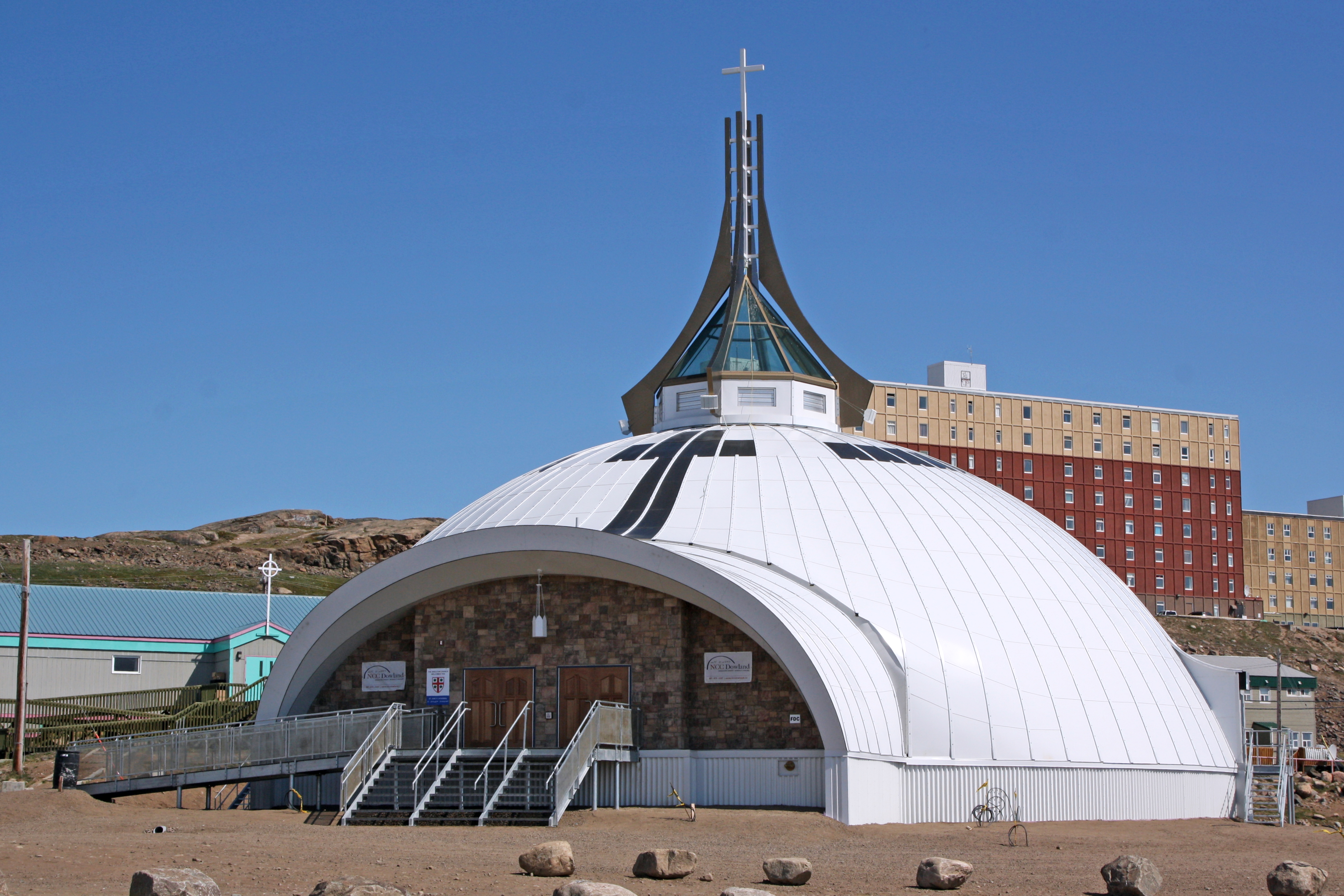
Igloo Cathedral

### Legislative Assembly
L'Assemblea Legislativa prefabbricata del Nunavut ha tocchi originali come le panchine rivestite di pelli di foca e un bastone cerimoniale in zanna di narvalo. Nell'atrio sono esposte opere d'arte locali.

### Qaummaarviit Territorial Park
È il secondo parco del Canada per ordine di grandezza, situato sull'Ellesmere Island, nell'estremo nord del Nunavut. Per raggiungerlo serve un volo charter. Tra le attrattive principali ci sono Cape Columbia, il punto più settentrionale del continente, il Mt. Barbeau, che con i suoi 2616 metri di altitudine è la montagna più alta del Nord America Orientale, e il lago Hazen Basin, un'oasi termale dove gli animali, poco abituati al contatto con gli esseri umani, sono insolitamente mansueti.

### Road to Nowhere
Questa strada si snoda lungo la tundra per parecchi chilometri, allontanandosi dalla carreggiata principale per Apex e perdendosi nel nulla (da questo è dovuto il nome). È un posto suggestivo, molto frequentato dai campeggiatori locali.

### Apex Beach
È una spiaggia situata alla periferia della città. Qui vi si stabilirono gli Inuit quando cominciò la costruzione della base aerea e sorge il complesso rosso e bianco dell'Hudson Bay Trading Post, molto fotogenico, anche se l'unico edificio in cui si può entrare è la rinnovata Gallery By The Red Boat che espone le sculture di Saila Kipanck.

### Katannilik Territorial Park
Uno dei più bei parchi del Nunavut, il Katannilik ('Luogo delle Cascate') si trova ad appena qualche decina di chilometri (percorribili a piedi, in aereo o motoslitta) da Iqaluit. Il parco vanta due grandi attrattive: il Soper River e l'itijjagiaq Trail. Il Super River è un fiume dalle acque color acquamarina dichiarato patrimonio culturale canadese, con un tratto navigabile di 50 chilometri che attraversa una profonda e fertile vallata e si snoda tra cascate, caribù, giacimenti di pietre preziose e una foresta di salici nani fino a raggiungere l'insediamento di Kimmirut. Di solito il percorso è frequentato da canoisti.

## Infrastrutture e Trasporti

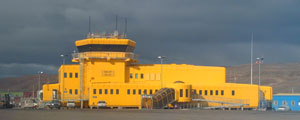
Aeroporto di Iqaluit

Iqaluit è la più piccola capitale di stato canadese per popolazione e l'unica che non è collegata ad altri insediamenti tramite autostrada. Situata su di un'isola remota oltre i confini del sistema autostradale e stradale canadese, Iqaluit è generalmente accessibile solamente con velivoli e, a seconda delle condizioni dei ghiacci, tramite imbarcazioni.
L'Aeroporto di Iqaluit è una struttura moderna con una pista abbastanza lunga per la maggior parte degli aeromobili. Sono in corso progetti per costruire un nuovo e più grande terminal passeggeri a nord del terminale attuale.
Le compagnie aeree Canadian North e First Air servono Iqaluit da Ottawa, Yellowknife e diverse comunità dello stato di Nunavut. Le compagnie aeree a livello locale Air Nunavut, Canadian Helicopters, Nunasi Helicopters e Unalik Aviation forniscono un servizio charter mentre Air Nunavut e Kivalliq Air quello medico. Air Canada Jazz ha fornito servizio quotidiano a Iqaluit da Ottawa nel 2010 e nel 2011, ma ha annullato il servizio a causa di un aumento dei costi del carburante, il che impediva che l'itinerario fosse redditizio.
La città ha condiviso per diverso tempo le sue piste aeree con la Royal Canadian Air Force fino a quando le forze canadesi hanno smesso di utilizzarle. Le caserme e gli hangar dell'esercito sono stati riutilizzati per altri scopi. L'aeroporto era un centro per testare nuovi aeromobili a basse temperature, come l'Airbus A380 nel febbraio 2006.
Le voci che indicavano Iqaluit come sito di atterraggio d'emergenza per Space Shuttle sono false.

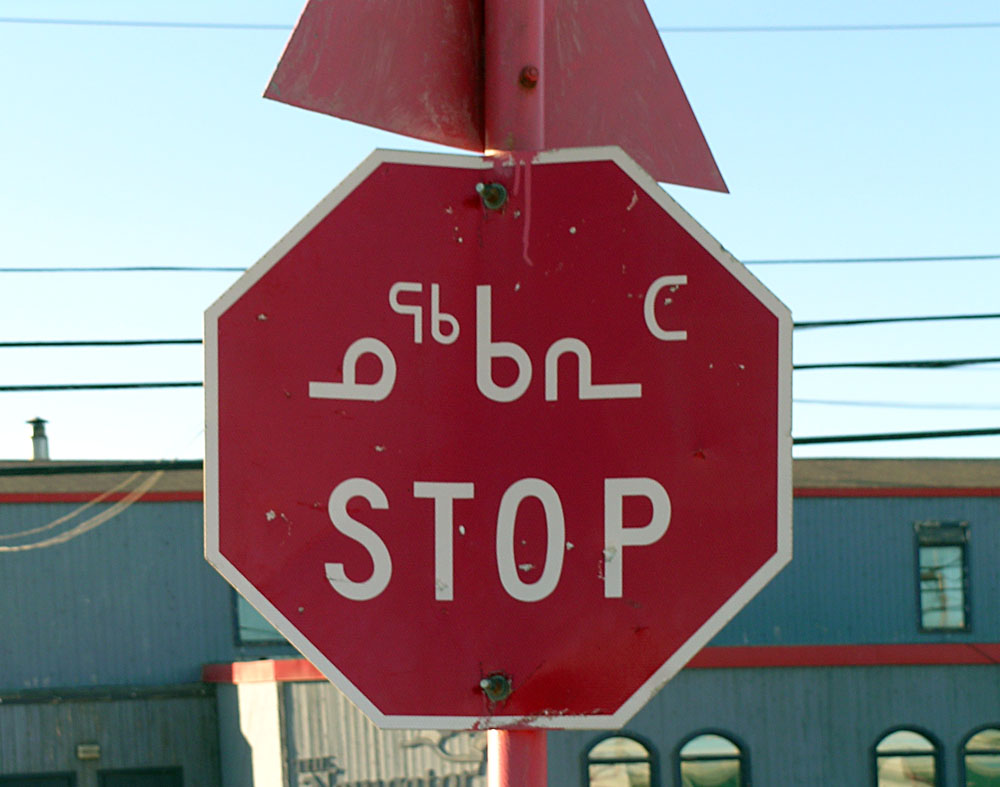
Segnale di stop, scritto in inglese e lingua ᓄᕐᒃᑲᕆᑦ (nuqqarit) Inuktitut

Durante il periodo estivo alcune navi di piccole dimensioni trasportano merci e materie prime per la città. Il carico viene trasferito su chiatte poiché il porto non è abbastanza profondo. La città sta progettando un porto con acque profonde. I cittadini locali più esperti attraversano lo Stretto di Hudson quando si congela a piedi, con cani da slitta o motoslitta. Coprono una distanza di oltre 100 km.
Iqaluit ha un sistema stradale locale che si estende dalla vicina comunità di Apex fino al Parco Statale Sylvia Grinnell, che si trova un chilometro ad ovest della città. Iqaluit non ha trasporti pubblici, anche se vi è un servizio taxi a livello locale. C'era un servizio di autobus in città, ma il servizio è stato annullato a causa del basso afflusso di pendolari. Le autovetture sono in costante aumento e causano occasionali blocchi di traffico conosciuti localmente come "the rush minute". Tuttavia il costo eccessivo di spedizione delle automobili, l'usura di queste a causa del clima artico e le strade notoriamente difficili fanno sì che le motoslitte rimangono la forma preferita di trasporto. Le motoslitte vengono utilizzate per viaggiare all'interno della città e nella zona circostante. Durante l'inverno le slitte di cani sono ancora in uso soprattutto in modo ricreativo. Nelle stagioni più fredde il vicino Parco Nazionale di Qaummaarviit e il più remoto Parco di Katannilik sono accessibili solo con motoslitta, slitta o a piedi. In estate invece si può fare uso della barca per visitarli.
I residenti e le imprese locali identificano le strade per lo più con il numero degli edifici, e occasionalmente con il nome di una struttura prominente. I residenti sanno dove si trovano in città i numeri degli stabili; Tendono ad essere raggruppati in blocchi. A partire dal 2003, si cominciò ad assegnare dei nomi alle strade, anche se vi furono notevoli ritardi nella pubblicazione dei cartelli a causa dell'uso di lingue diverse. Iqaluit è l'unica capitale canadese a non avere segnali stradali.

### Strade
Le principali strade della città sono pavimentate con asfalto anche se le strade più piccole sono in ghiaia.